# Vostan
Vostan (in armeno Ոստան?, fino al 1945 Bedzhazlu o Bekjivazlu) è un comune dell'Armenia di 3 013 abitanti (2008) della provincia di Ararat.